# Вотинцев, Игорь Викторович
Игорь Викторович Вотинцев (род. 6 марта 1953, Жуковский, Московская область) — лётчик-испытатель ОКБ имени П. О. Сухого, Герой Российской Федерации (4.04.1998).

## Биография
Родился 6 марта 1953 года в городе Жуковский Московской области. Русский.
В армии с 1970 года. В 1974 году окончил Харьковское высшее военное авиационное училище лётчиков. Служил в строевых частях ВВС. С 1979 года старший лейтенант И. В. Вотинцев — в запасе. В 1980 году окончил Школу лётчиков-испытателей. С 1980 года — на лётно-испытательной работе в ОКБ имени П. О. Сухого. Поднял в небо и провёл испытания истребителя-бомбардировщика Су-34, первого отечественного самолёта с обратной стреловидностью крыла Су-47 «Беркут», грузо-пассажирского самолёта С-80. Участвовал в испытаниях боевых самолётов Су-17, Су-24, Су-25, Су-27, Су-30, Су-35 и их модификаций. В 1987 году на самолёте Су-27УБ выполнил первый сверхдальний беспосадочный перелёт по маршруту Жуковский — Комсомольск-на-Амуре — Жуковский продолжительностью 15 часов 42 минуты с четырьмя дозаправками в воздухе. 1 ноября 1989 года выполнил первую посадку на палубу тяжёлого авианесущего крейсера «Тбилиси» штурмовика Су-25УТГ (второй член экипажа Александр Крутов). В 1999 году установил мировой авиационный рекорд грузоподъёмности на самолёте Су-34.
За мужество и героизм, проявленные при испытании новой авиационной техники, лётчику-испытателю Вотинцеву Игорю Викторовичу Указом Президента РФ от 4 апреля 1998 года присвоено звание Героя Российской Федерации с вручением медали «Золотая Звезда».
Живёт в городе Жуковский Московской области. Продолжает лётно-испытательскую деятельность. Заслуженный лётчик-испытатель РФ, старший лейтенант.
Награждён орденами «За личное мужество», «Знак Почёта», медалями.